# Listprofil

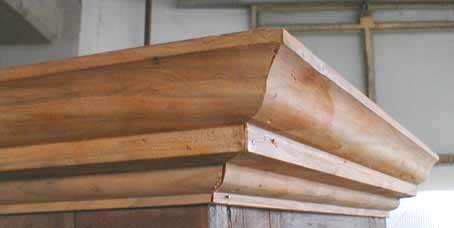
En möbelkornisch.

Listprofil är konturen av tvärsnittet av en list. Ordet används även som beteckning inom byggmaterialbranschen. Golv- och taklister, samt dörr- och fönsterfoder med frästa profiler kallas oftast för allmogelister. Lister användes före modernismens intåg ofta i arkitektoniska utsmyckningar och ornament, exempelvis kornischer, gesimser, samt kapitäl och baser till kolonner. Även möbler utsmyckades med lister. Lister kan även omsluta tyg eller papper i nedre änden av vepor vilket ger den tyngd och gör dem slätare. Exempelvis kan lister användas för affischer och gardiner.

## Listprofiler
- Rundstav är en listprofil vars tvärsnitt är en cirkel.[2] Listprofiler vars tvärsnitt är en halv eller kvarts cirkel kallas halv- respektive kvartstav.
- Hålkäl är en konkav listprofil som har kvarts- till halvcirkelformat tvärsnitt. Hålkäl används som arkitektoniskt element på exempelvis kolonner, i inredning som exempelvis taklister och på möbler samt inom konsthantverk.[3] Hålkäl är även inom husgrundsarbete den vinkel där källar- eller ytterväggen möter sulan.
- Karnis (av grekiskans koronis, liten krans) är en listprofil som består av en konkav och en konvex del, det vill säga en S-kurva eller omvänd S-kurva. Om den övre delen är konvex kallas karnisen stigande, om den övre delen är konkav kallas karnisen fallande.[4]